# Ivan Blažir
Ivan Blažir, slovenski pravnik in narodni buditelj, * 18. december 1820, Kranj, † (?) 1860, Dunaj.
Oče mu je bil gostilničar Ivan, mati mu je bila gostilničarka Barbara (rojena Wenzel). Študiral je pravo. Konec avgusta 1842 je bil imenovan za praktikanta pri finančni upravi v Trstu, v začetku januarja 1848 ja nastopil službo pri policijskem ravnateljstvu v Trstu, 5. julija 1850 pa je postal drugi tajnik tržaške mestne uprave. Leta 1855 pa je bil imenovan za tajnika v notranjem ministrstvu na Dunaju.
Blažir je bil v letih 1848−1850 aktivni udeleženec narodnega gibanja v Trstu. 25. avgusta 1848 je v listu Il Giornale del Lloyd Austriaco zahteval, da se državni zakoni objavljajo tudi v slovenskem jeziku. Nato je v listu L'Osservatore Trieste (18., 26. in 27 oktobra 1848) objavil še tri članke v katerih je prav tako zahteval javno rabo slovenščine in omenjal ustanovitev Univerze v Trstu, pri kateri naj bi delovala univerzitetna katedra za procesno pravo v slovenskem jeziku. Tržaški mestni svet je njegov predlog podprl in ga predlagal za mogočega profesorja prava na novo ustanovljeni univerzi. Po več kot enoletnem molku je v Jadranskem Slavljanu (1850, št. 1) objavil odprto pismo, v katerem je zahteval večjo avtonomijo avstroogrskih dežel in enakopraven položaj slovenskega jezika. Po tem članu se v javnosti ni več oglasil. Blažirjevo pisanje je prvi avtonomni poskus slovenskega nacionalnega gibanja v Trstu.